# Zero di Siegel
Nella teoria dei numeri analitica, uno zero di Siegel, dal nome del matematico tedesco Carl Ludwig Siegel, è un tipo di potenziale controesempio all'ipotesi di Riemann generalizzata, sugli zeri della funzione L di Dirichlet.
Esistono ipotetici valori s di una variabile complessa, molto vicini (in senso quantificabile) ad 1, così che
{\displaystyle ~L(s,\chi )=0~}
per un carattere di Dirichlet {\displaystyle \chi }, detto di modulo q.
Nella ricerca di questi tipi di zeri su una funzione L sono stati ottenuti importanti risultati negli anni trenta dal matematico Carl Ludwig Siegel, dal quale hanno preso il nome (egli non è stato il primo a prenderli in considerazione, così che talvolta sono chiamati zeri di Landau-Siegel in riconoscenza al lavoro di Edmund Landau).
La possibilità di uno zero di Siegel in termini analitici porta ad una stima incerta di
{\displaystyle ~L(1,\chi )>C(\varepsilon )q^{-\varepsilon }~}
dove C è una funzione di ε per la quale la dimostrazione prevede l'inesistenza di un esplicito limite inferiore. 
L'importanza dell'esistenza di possibili zeri di Siegel si vede in tutti i risultati noti sulle zone prive di zeri delle funzioni L: mostrano una specie di 'rientranza' vicino s = 1, mentre il resto è simile all'andamento della funzione zeta di Riemann — in altre parole, si trovano alla sinistra della linea Re(s) = 1, e tendono asintoticamente ad essa.